# Sahalinska jesetra
Sahalinska jesetra (lat. Acipenser mikadoi) kritično je ugrožena vrsta roda Acipenser.

## Rasprostranjenost
Sahalinska jesetra naseljava rijeke Tumen (na granici Rusije i Sjeverne Koreje), Partizanskaja i Tym (na otoku Sahalinu), te Japansko i Ohotsko more. U prošlosti je naseljavala i tekućice na japanskom otoku Hokkaidu.

## Opis vrste
Sahalinska jesetra može narasti do 2 metra u duljinu.
Razmnožavanje sahalinske jesetre je prilično nepoznato, kao i većina drugih podataka o načinu života ove ribe. Poznato je da se mriještenje odvija u rijeci Tumen u lipnju i srpnju, a da se na Hokkaidu odvijalo od travnja do svibnja. Nakon mriještenja, odrasle se jedinke vraćaju u more, a mlađ po izlijeganju odlazi u bočate vode. Spolno su zreli s 8-10 godina.

## Ugroženost i zaštita
Sahalinska je jesetra na IUCN-ovom crvenom popisu klasificirana kao kritično ugrožena vrsta. Najveća su prijetnja opstanku ove vrste krivolov u vrijeme mriještenja i slučajni ulov u konvencionalnom ribarstvu.
Usprkos međunarodnoj zabrani izlova sahalinske jesetre i rastućoj populaciji u ribnjacima, divljoj populaciji prijeti nestanak u narednih 10 godina.